# Beki İkala Erikli
Beki İkala Erikli (née Beki Çukran en 1968 à Istanbul - morte assassinée le 15 décembre 2016) est une écrivaine turque surtout connue pour ses livres de développement personnel.

## Biographie
Diplômée du Robert College à Istanbul puis de département d'administration des affaires de l'Université du Bosphore, elle obtient un poste de directrice du marketing chez Procter & Gamble en Angleterre, poste qu'elle conserve pendant 13 ans. Après son départ, Beki İkala Erikli fait des stages pour apprendre les traitements « alternatifs » comme l'hoʻoponopono ou encore le spiritisme avec Doreen Virtue.
Au cours de sa vie, elle a écrit 8 livres de développement personnel, Meleklerle Yaşamak étant le plus connu. En Turquie, le livre est un best-seller avec plus de 200 rééditions en 5 ans. Aucun de ces livres n'est encore traduit en français.
Beki İkala Erikli est assassinée de trois coups de feu le 15 décembre 2016 devant son bureau à Beyoğlu, Istanbul,. Arrêtée, l'auteure de l'attaque, Sinem Koç, avoue l'avoir tuée après avoir lu un de ses livres qui aurait « brisé » sa santé mentale et voulait protéger les autres lecteurs potentiels. En mai 2018, cette dernière est finalement condamnée à la prison à perpétuité pour meurtre avec préméditation ainsi qu'à un an de prison pour possession illégale d'arme à feu.